# Větrný mlýn v Hoeke
Větrný mlýn v Hoeke (nizozemsky Hoekemolen) stojí ve vesnici Hoeke, která patří k obci Damme v Západních Flandrech v Belgii.

## Historie
Hoeke mělo vlastní větrný mlýn sloupového typu, který je zmiňován v roce 1324, ale během povodně se zřítil. Obyvatelé si museli nechat semlít obilí ve mlýně Oostmolen v Oostkerke, který byl poprvé zmiňován v roce 1405. Před rokem 1481 byl tento mlýn přenesen z Oostkerke do Hoeke. Mlýn byl zničen na konci 16. století během náboženských válek. V roce 1627 byl postaven další nový mlýn, který byl poškozen španělskými a v roce 1702 holandskými vojsky.
V roce 1839 tehdejší mlýn zcela zničila bouře. V roce 1840 byl postaven nový kamenný mlýn. V roce 1930 byl podnik rozšířen o mechanický mlýn. Na větru se mlelo stále méně a mlýn chátral. Ve 30. letech 20. století vybudovala Belgie silnici Natiënlaan (dálnice A 11) z Maldegem do Knokke, po které byl stále hustší doprava z vnitrozemí na pobřeží a hrozilo, že mlýn zanikne. V roce 1936 mlýn odkoupil stát a v roce 1937 obnovil jeho vnější vzhled. V té době však již mlýn nemohl mlít. V roce 1981 byl mlýn chráněn jako památka a jeho okolí jako chráněná vesnická památka. V letech 1969–1971 byl renovován a roce 1985 po druhé renovaci byl uveden do provozu.
V roce 1999 přešel mlýn do vlastnictví Vlámska a v roce 2001 do dlouhodobého pronájmu společnosti Stichting Vlaams Erfgoed, později nazvané Herita.

## Popis

### Exteriér
Jedná se o kamenný jednopodlažní větrný mlýn kruhového půdorysu, který sloužil k mletí obilí. V základně má vnitřní průměr asi pět metrů, pod otáčecí střechou asi čtyři metry. Mlýn má dva vstupy proti sobě, takže při natáčení to umožňuje bezpečný vstup do mlýna bez ohrožení otáčejícími se perutěmi. Mlýn stojí na malém hliněném kopci.

### Interiér
V přízemí, kde se nachází sklad obilí a moučných výrobků, je dřevěná podlaha a dřevěné obložení. V patře jsou dvě mlecí složení s kamennými mlecími kameny s centrálním pohonem. Na svislé hřídeli je palečné kolo ze kterého jsou poháněny přes pastorky běhouny. Jedno složení bylo k mletí šrotu a druhé na chlebovou mouku. Ke zvedání běhounů sloužil jednoduchý jeřáb.
Melivo se v pytlech vynášelo pomocí jednoduchého navijáku, které mlynář ovládal z mlýnice lanem nebo podkroví. Otočná střecha se pohybuje na prstenci s kuželovými litinovými válečky. Síla větru s přenáší vodorovným dřevěným trámovým hřídelem, které je ukončeno palečným kolem, na cévní kolo na svislé dřevěné hřídeli.